# Suki (Tapti)
Die Suki ist ein ca. 105 km langer Nebenfluss der Tapti im Distrikt Jalgaon im Süden des Bundesstaats Madhya Pradesh und im Norden des Bundesstaats Maharashtra in Zentralindien. Ihre Wasser gelangen letztlich in die Arabische See.

## Verlauf
Die Suki entspringt nördlich des Ortes Pal auf der Südseite des Satpuragebirges. Nach etwa 35 km wird sie im Garbardi-Stausee gestaut; anschließend fließt sie hauptsächlich südwärts und mündet schließlich beim gut 5000 Einwohner zählenden Ort Tandalwadi in die Tapti. 

## Orte
An den Ufern der Suki gibt es nur wenige kleinere Dörfer und Orte.